# Giuseppe Gabardini
Giuseppe Gabardini (Torino, 1879 – Novara, 1936) è stato un pittore e ingegnere aeronautico italiano.

## Biografia
Gabardini, emigrato in Francia, si avvicina all'aeronautica a Parigi ove nel 1909 progetta e costruisce il suo primo idroplano.

Rientrato in Italia nel 1912, si stabilisce a Taliedo dove fonda la Aeroplani Gabardini grazie all'aiuto economico del cugino Guido Carbone. Nello stesso anno realizza un monoplano con motore Anzani 6 cilindri da 50-60 hp. Giunto a Cameri nel 1913, rileva le attività della A.V.I.S., la fallita scuola di volo dell'ingegnere francese Clovis Thouvenot ed inoltra al sindaco una richiesta per costruire un fabbricato ad uso officina presso il campo di volo di Cameri: fu così che nacque la Aeroplani Gabardini-Officine e scuola di volo-Aerodromo Cameri. La scuola di volo rimase attiva sino al 1930 quando Italo Balbo ne decretò la chiusura.

Tra il febbraio 1923 ed il dicembre 1926 Giuseppe Gabardini fu sindaco di Cameri e nel 1924 concesse la cittadinanza onoraria camerese a Benito Mussolini.

## Velivoli Gabardini
- Garbadini Idro esposto al Parco e Museo di Volandia.Gabardini A.300
- Gabardini G.4
- Gabardini G.6
- Gabardini G.8
- Gabardini G.9
- Gabardini G.51
- Gabardini G.51bis
- Gabardini Lictor 90

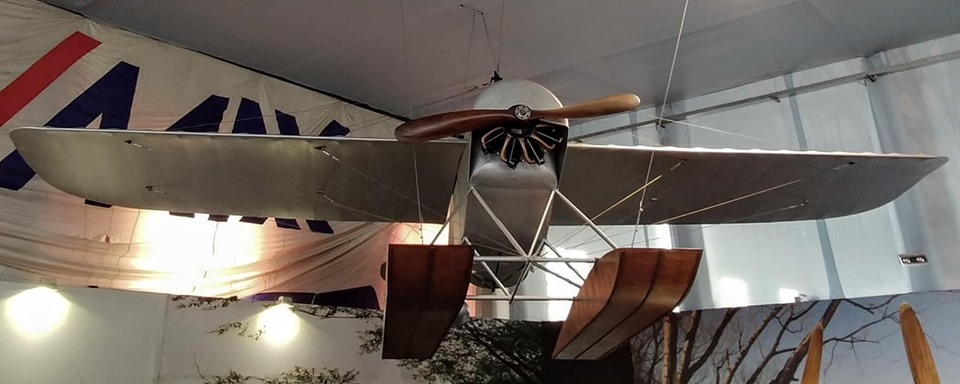
Garbadini Idro esposto al Parco e Museo di Volandia.

Partendo dal Gabardini Lictor 90, la Cansa produsse il Lictor 130 con motore Alfa Romeo da 130 CV.